# لوكاس بيتشيك
لوكاس بيتشيك أو ووكاش بيشتشيك (بالبولندية: Łukasz Piszczek) ، من مواليد 3 يونيو 1985 في تشيزويويس دزيدزيس في بولندا ، لاعب كرة قدم بولندي.، انتقل من نادي هيرتا برلين إلى نادي بروسيا دورتموند ويلعب مع نادي بروسيا دورتموند الألماني منذ عام 2009. يلعب مع منتخب بولندا لكرة القدم.

## روابط خارجية
- لوكاس بيتشيك على موقع الاتحاد الدولي (مؤرشف)  (الإنجليزية)
- لوكاس بيتشيك على موقع الاتحاد الأوربي (الإنجليزية)
- لوكاس بيتشيك على موقع إي إس بي إن إف سي (الإنجليزية)
- لوكاس بيتشيك على موقع قاعدة بيانات كرة القدم.إي يو (الإنجليزية)
- لوكاس بيتشيك على موقع بيانات كرة القدم. دي إي (الألمانية)
- لوكاس بيتشيك على موقع ليكيب (الفرنسية)
- لوكاس بيتشيك على موقع ناشيونال فوتبول تيمز (الإنجليزية)
- لوكاس بيتشيك على موقع Soccerbase.com (لاعب) (الإنجليزية)
- لوكاس بيتشيك على موقع Soccerway.com (الإنجليزية)
- لوكاس بيتشيك على موقع عالم كرة القدم.نت (الإنجليزية)